# Piñel de Abajo
Piñel de Abajo è un comune spagnolo di 200 abitanti situato nella comunità autonoma di Castiglia e León.